# Cryptophagus denticulatus
Cryptophagus denticulatus is een keversoort uit de familie harige schimmelkevers (Cryptophagidae). De wetenschappelijke naam van de soort werd in 1841 gepubliceerd door Oswald Heer.